# Palacio del rey Martín el Humano en Poblet
El palacio del rey Martín, el Humano se encuentra dentro del tercer recinto del monasterio de Poblet, integrado entre las edificaciones de épocas anteriores, ocupando las plantas superiores del atrio del claustro, lagares, paso al priorato y galilea o vestíbulo de la iglesia. Desde el punto de vista arquitectónico se le considera como una de las joyas del arte gótico civil en Cataluña. En la actualidad sirve de sede al museo del monasterio.
Se construyó en 1397 por especial deseo y mandato del rey Martín el Humano (1356-1410) para morada suya y de su familia. Con anterioridad había enviado un escrito al abad diciendo sus pretensiones:

Hemos elegido sepultura en nuestro monasterio de Poblet, cerca de la de nuestro padre, de alta recordación, inmediatamente después, esto es, al extremo del coro del prior.

Las obras corrieron a cargo del maestro Arnau Bargués (Magister domorum Berges), autor de la antigua fachada de la Casa de la Ciudad de Barcelona (Ayuntamiento) y director de las obras de la catedral de Barcelona, y se alargaron hasta 1406 en que se pararon sin haberse concluido. Se conserva el escrito que mandó el rey al maestro arquitecto el 4 de noviembre de 1402 encareciéndole que terminasen

(...) la obra de nostres cambres que aquí fets...

El rey Martín murió en 1410 sin haberlo visto acabado. Se paralizó la construcción durante siglos hasta que en 1966 se decidió reanudarla y terminarla.
La Comisión de Monumentos de Tarragona guarda unas actas muy interesantes donde queda expuesto de manera muy detallada el estado del palacio a partir de 1850. Se puede dar como ejemplo la fecha de 1924 que dice:

La cubierta amenaza venirse a tierra de un momento a otro con toda la carga que no puede soportar, lo que indefectiblemente habrá de producir el desplome de los muros en que están enclavados los ventanales góticos que constituyen el más bello ejemplar del arte ojival en Cataluña.

## El edificio

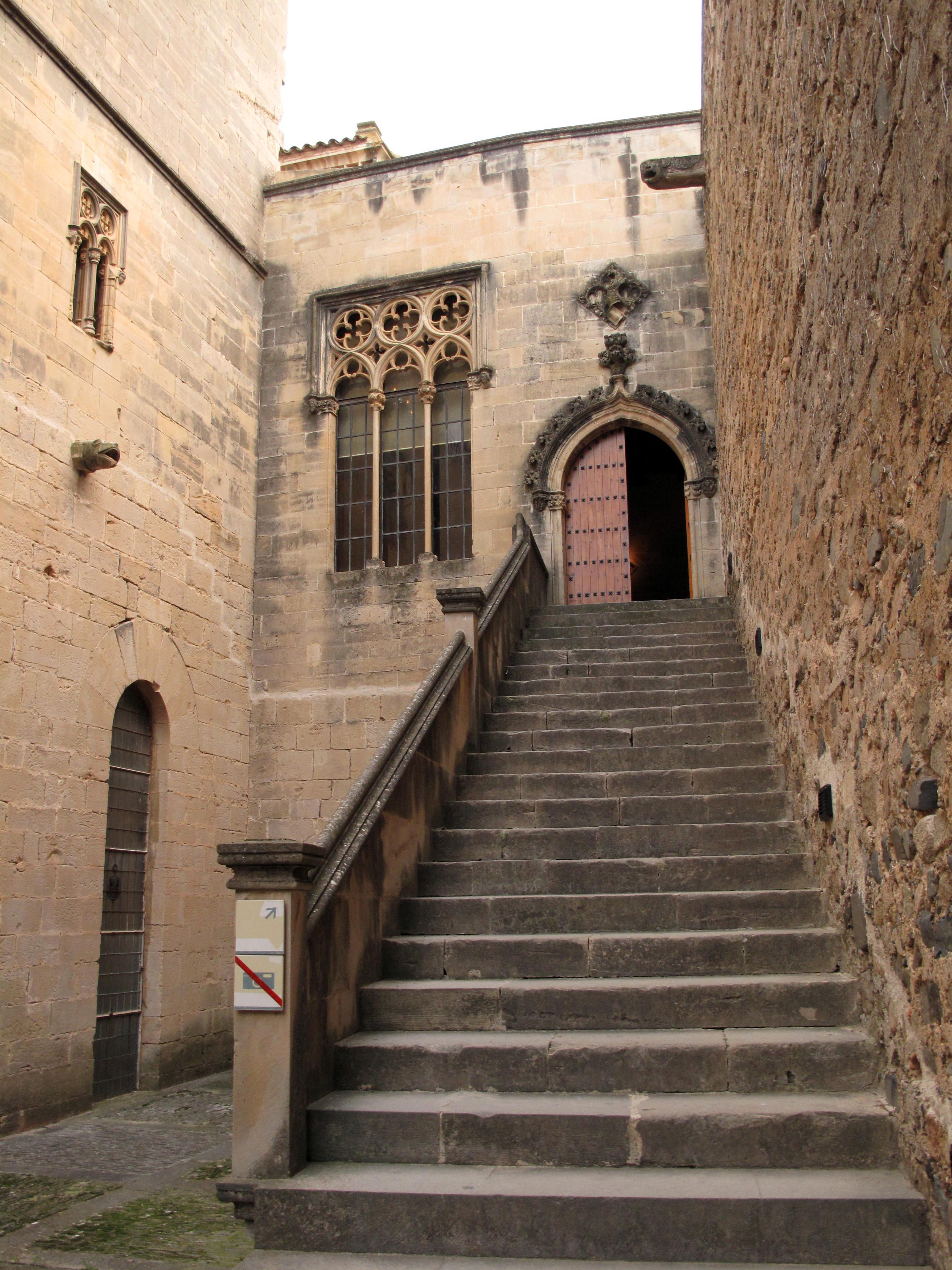
Palacio del rey Martín

Al atravesar la Puerta Real se encuentra a mano derecha una puerta que da acceso al patio del palacio. La entrada al edificio se hace desde este patio que está contiguo al espacio de los lagares, y de allí arranca la escalera que conduce a las plantas de arriba. Es un espacio irregular y no muy amplio pues se tuvo que adaptar a las zonas ya construidas de los lagares, atrio de la iglesia y muralla, de donde arranca la escalera principal; hay otra menor al fondo que conduce a las dependencias auxiliares. Al final de cada una de estas escaleras hay una puerta gótica rematada por el escudo real en losange (diamante o rombo) que contiene la cimera con el dragón alado utilizado por primera vez por Pedro IV el Ceremonioso.
Las fachadas enseñan cinco grandes ventanas góticas, triforas, todas diferentes, mostrando entre ellas una gran armonía. En la parte superior y a modo de cornisa corre un friso de arquillos que descansa sobre cabezas humanas y algunos dragones. Los arquillos de las fachadas este y oeste son originales y los del norte y sur que estaban sin terminar fueron completados en la restauración de 1966 por el cantero Miquel Vendrell.

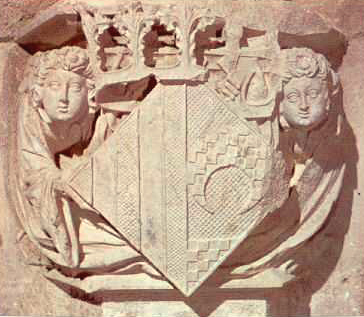
Escudo de María de Luna

Desde el exterior se accede directamente a la sala principal, llamada de la corte o de día. Tiene cubierta de madera que se apoya en dos grandes arcos en cuyas ménsulas se ven unos ángeles tenantes con los escudos del rey Martín y su primera esposa María de Luna. En la pared se abren unas ventanas que dan mucha luminosidad y en el fondo hay una gran chimenea palaciega. Una puerta pequeña conduce al pasillo y otra grande a la segunda sala llamada de las damas o de noche. En la sala de las damas hay una ventana; el artesonado fue colocado en la última restauración. En el muro sur se adivinan los restos de una chimenea como la anterior.

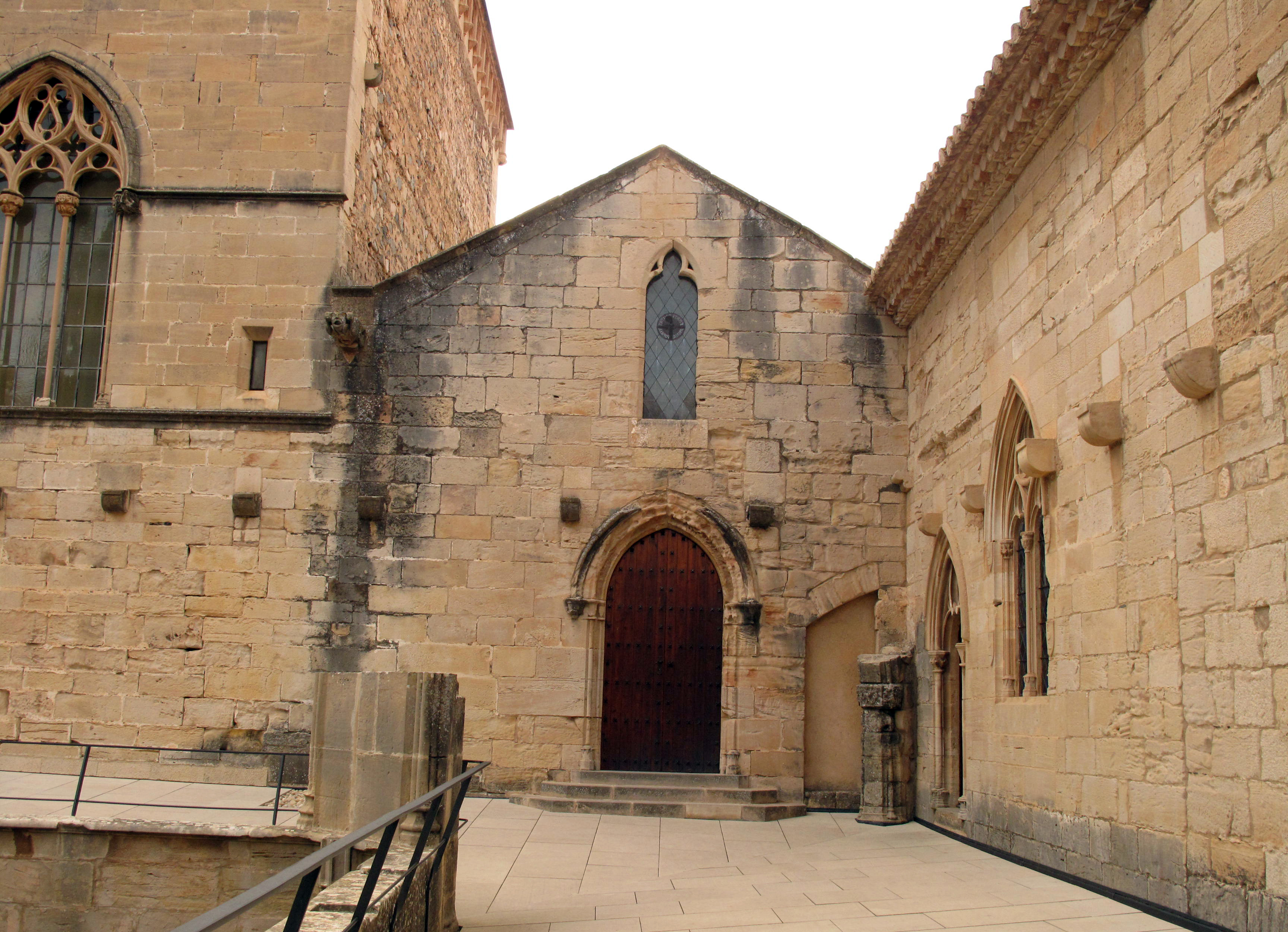
Capilla del palacio

La fachada de la parte posterior está muy decorada con ménsulas historiadas y un ventanal central con un friso lleno de relieves que pudo librarse bastante bien de los daños causados durante el siglo XIX y el posterior abandono. Siguiendo la segunda puerta de acceso al palacio se llega a la capilla real. Las otras estancias sirven para los servicios auxiliares del museo que ocupa hoy este palacio.
La escultura gótica que decora este palacio (1398-1410) se ha atribuido a François Salau, según unos estudios recientes de finales del siglo XX. Este maestro escultor de origen francés labró capiteles, frisos, blasones, figuras, flora y fauna, con un estilo de gran realismo demostrando a veces bastante sentido del humor.

## Restauración y acabado de 1966
La Dirección de Bellas Artes llevó a cabo la restauración y finalización del palacio. El arquitecto Alejandro Ferrant Vázquez dirigió los trabajos. Junto a la puerta principal se colocó una pequeña lápida de conmemoración del acontecimiento. En 1979 se dedicaron las estancias a Museo de Poblet, con la ayuda y colaboración de las Diputaciones de Gerona y Tarragona.

## Enterramiento del rey Martín
Martín I quiso enterrarse en Poblet junto con su padre Pedro el Ceremonioso. Con este fin escribió al abad Vicente Ferrer para que le construyera la tumba. No obstante, cuando murió lo enterraron en la catedral de Barcelona, hasta que en 1460 sus restos fueron trasladados al monasterio junto con los de su hermano Juan I de Aragón y la segunda esposa de éste, doña Violante de Bar. En la actualidad su tumba se halla en el extremo del crucero, junto a la capilla de San Benito. El sarcófago es obra de Federico Marés.

## El museo
El monasterio de Poblet había quedado bastante destruido y despojado de los objetos de valor; fueron arrancados piedras y esculturas, columnas, capiteles y demás elementos arquitectónicos, muchos de los cuales se encontraban esparcidos por el recinto monacal. A la vista de estos valiosos restos se pensó (en los primeros años del siglo XX) recopilarlos uno a uno y guardarlos en la galilea o atrio del templo, como almacén provisional. El lugar no ofrecía suficientes garantías de seguridad por lo que se trasladaron todas las piezas a las dos salas de la biblioteca antigua, convirtiéndose en salas de depósito y clasificación, a la espera de una reconstrucción.
Las etapas
En 1930 se creó el Real Patronato de Poblet, a raíz de lo cual comenzaron las obras de restauración del conjunto monumental. Se dedicó especial interés a la reconstrucción y rehabilitación de las llamadas Casas Nuevas, situadas en el ángulo nordeste del recinto, que son unos edificios del siglo XVIII bastante amplios, que se destinaron como sede de un primer museo ya organizado como tal. Tenía 8 salas en las que se exhibían las piezas arqueológicas encontradas: cerámica, cuadros, libros, orfebrería, ornamentos litúrgicos, etc. Unos elementos habían sido recuperados y otros fueron donados por amigos y patrocinadores del monasterio. Eduardo Toda describe de manera detallada en la Memoria del Patronato de 1935 este primer museo.

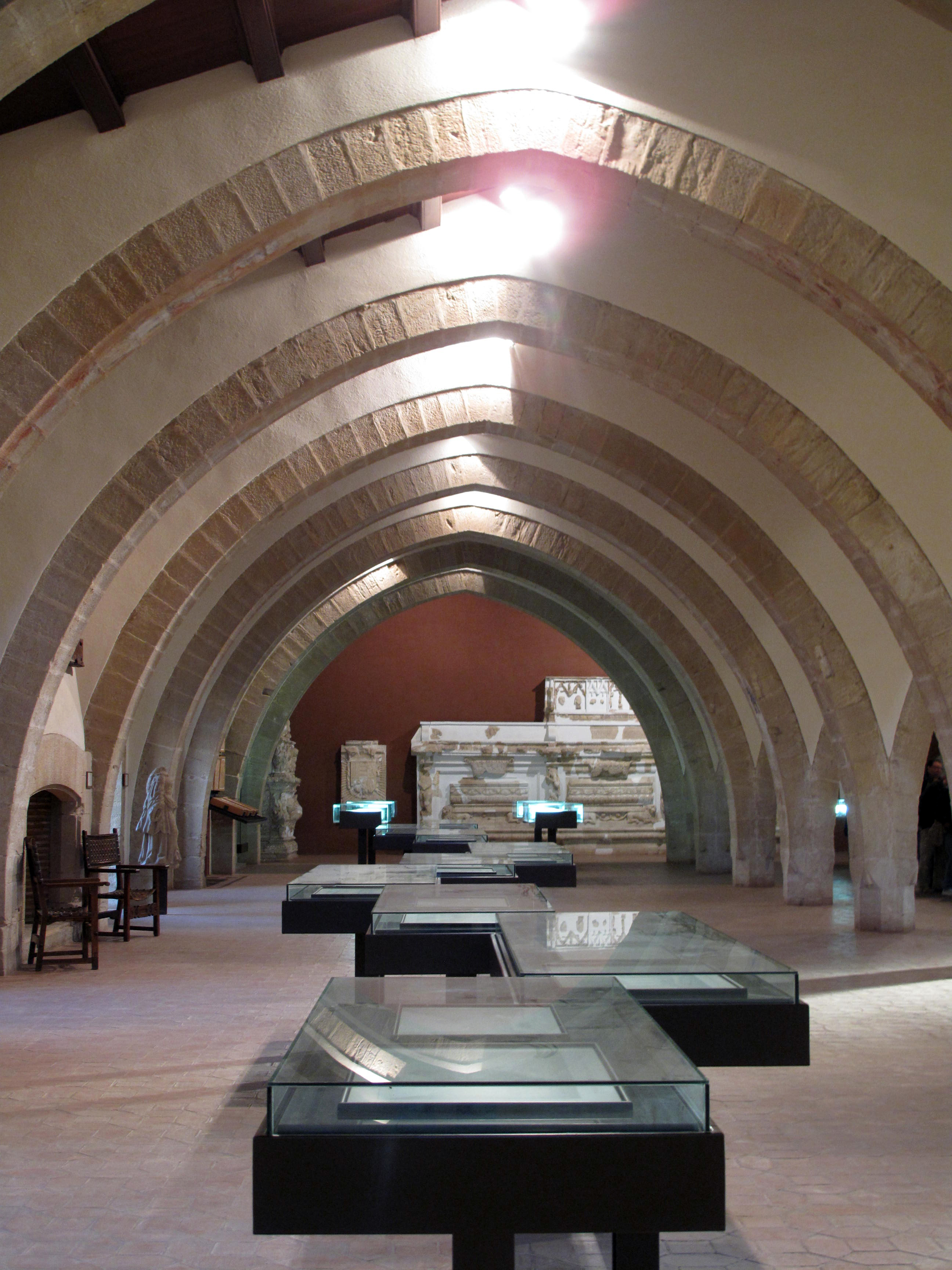
Antiguo dormitorio de monjes jubilados

En 1940 regresaron los monjes cistercienses a Poblet y en 1943 ya les eran necesarias las Casas Nuevas para residencia de los monjes clérigos. El Patronato se ocupó de buscar un nuevo alojamiento para el museo y se pensó en el Palacio del Abad, fuera de la clausura, pero este edificio estaba en estado de ruina total y requería mucho tiempo y dinero su rehabilitación. Se pensó entonces en las dos naves construidas en el siglo XV sobre las bodegas y que habían servido como dormitorio de monjes jubilados. Fue obra del abad Juan Martínez Mengucho (1413-1433).
En 1960 se reordenaron todas las piezas existentes dividiendo el museo en 5 secciones:
- Sepulcros y panteones reales
- Piezas de arquitectura
- Imaginería
- Grabados y fotografía
- Objetos varios

En 1966 se restauró el palacio del rey Martín que durante un año se destinó a reuniones y exposiciones hasta que se decidió dedicarle a museo, pensando que por su amplitud se iban a poder colocar en él incluso las piezas guardadas y almacenadas como fondos. Este nuevo y definitivo museo fue organizado bajo la dirección de mosén Genís Baltrons, (que había organizado ya con éxito el museo de la catedral de Gerona), más la ayuda de las Diputaciones de Gerona y Tarragona; las obras empezaron en 1977. La mayoría de las piezas expuestas fueron restauradas por las monjas benedictinas de San Daniel de Gerona.
En diciembre de 1978, Josep Tarradellas, presidente de la Generalitat, inauguró oficialmente el museo que se abrió al público el 18 de marzo de 1979.

### Distribución
El museo consta de 4 espaciosas salas y un patio.

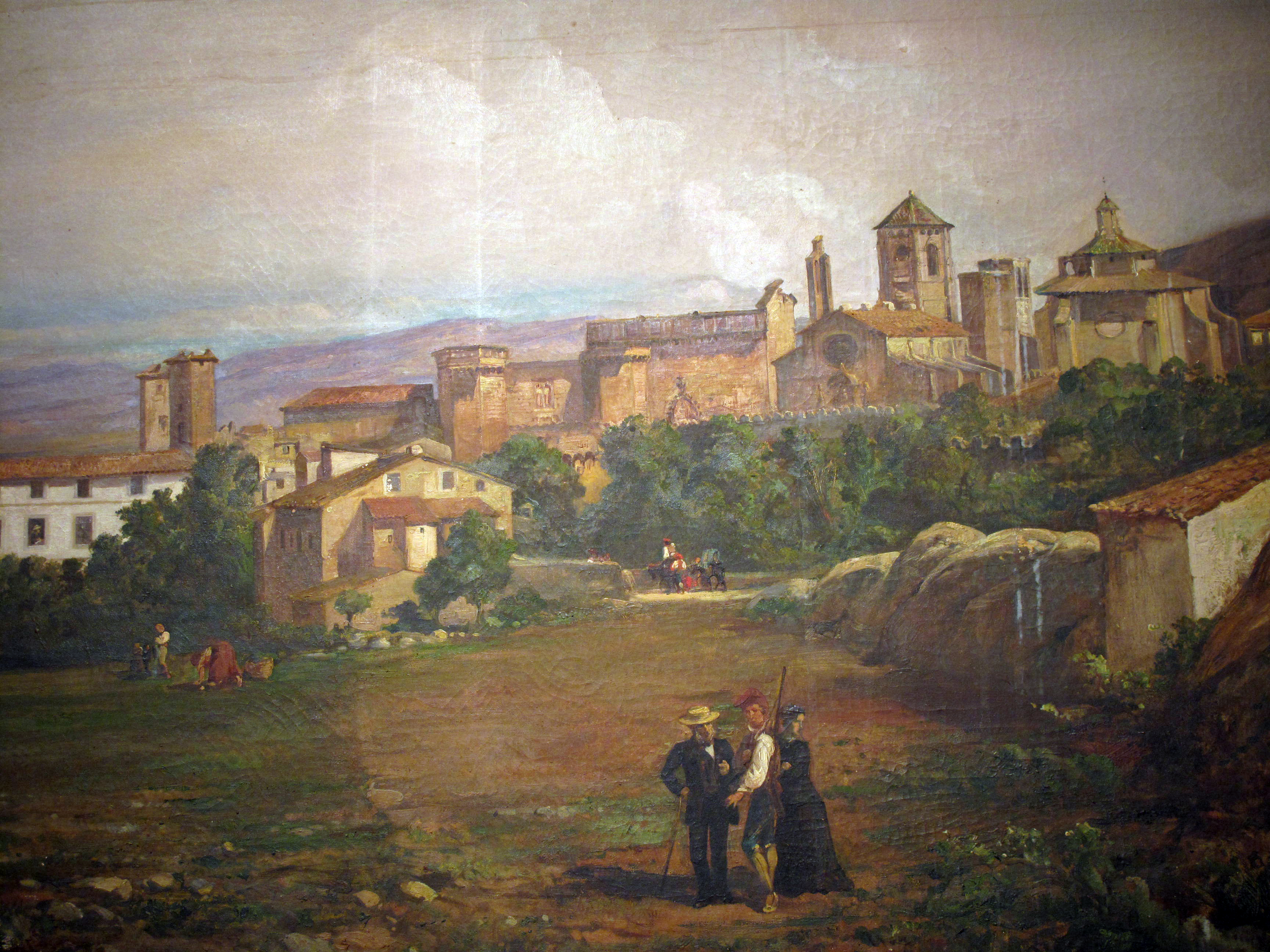
Vista general de Poblet. Autor Ramón Martí Alsina, s. XIX

- Sala I o Recibidor. En esta sala se encuentran algunas imágenes religiosas, objetos y escudos en piedra. Se exhiben las pinturas de los artistas Mariano Fortuny (Reus 1838-Roma 1874), Ramón Martí Alsina (Barcelona 1826-1894), Aquiles Battistuz (Trieste 1866-Barcelona 1891), de gran valor artístico, pero sobre todo histórico y documental pues en ellas se pueden ver edificios del monasterio ya desaparecidos y aspecto general del mismo hacia finales del siglo XIX.[13]

- Sala II o Capilla Real. En el muro sur de esta sala se encuentra la ventana románica que se abre a la iglesia a través de la cual el monarca seguiría las funciones religiosas. Aquí se guardan entre otros objetos, cuatro grandes cariátides y atlantes procedentes de los panteones de la Casa de Cardona. Puede contemplarse el primer candelabro para el cirio pascual que tuvo la comunidad y que fue restaurado en 1940. Es obra del artista forjador de hierro Ramón Martí de L’Espluga de Francolí que dejó varios trabajos más en este monasterio.[14]

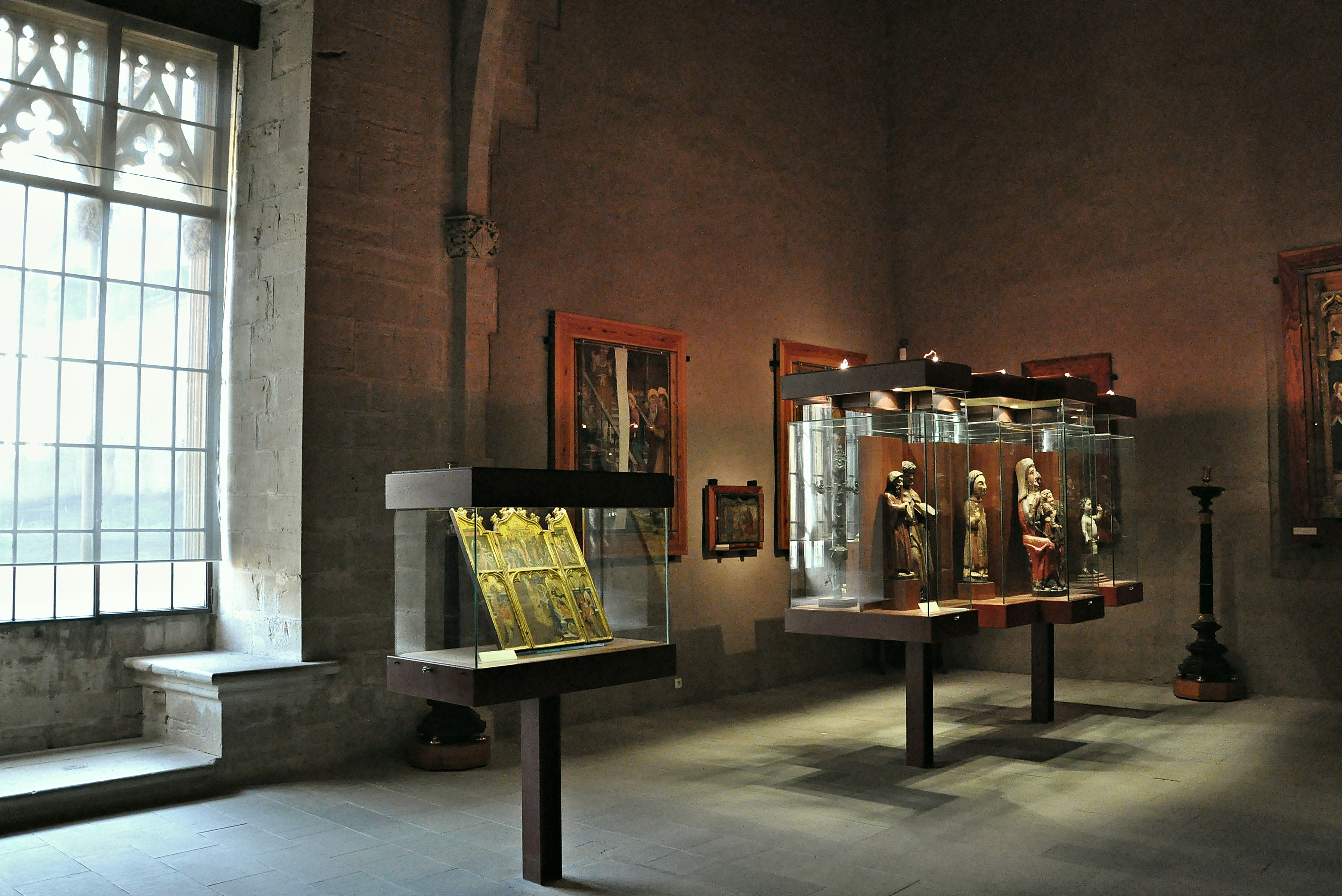
Museo. Sala III

- Sala III o de las Damas. Corresponde al centro del palacio. Arquitectónicamente, esta sala y la siguiente forman un conjunto muy elegante, con la piedra muy trabajada sobre todo en las ménsulas del arranque del arco central. La sala está dedicada a obras de pintura, escultura, orfebrería y retablos entre las que se encuentran verdaderas joyas del arte.[15]

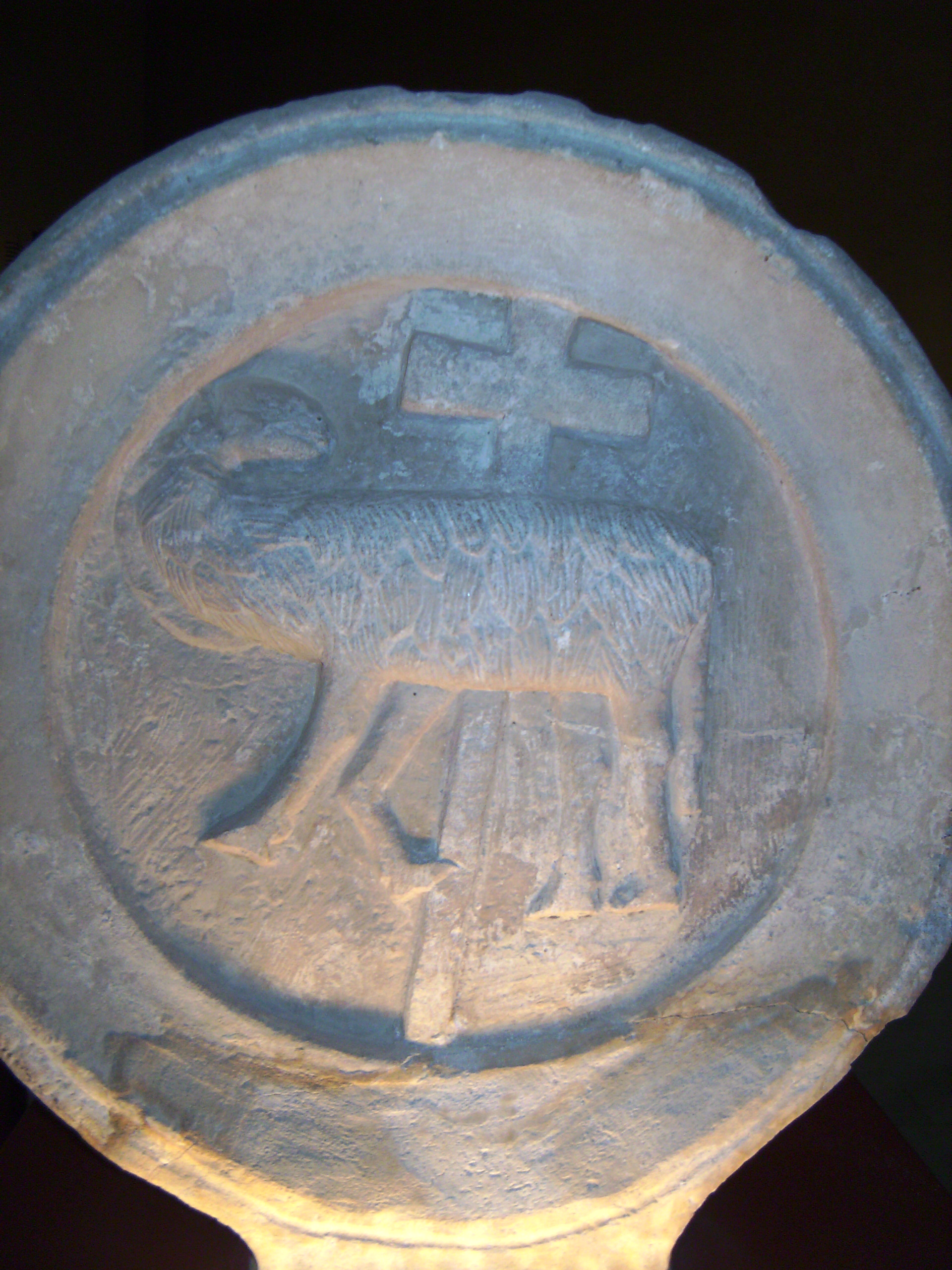
Estela funeraria del antiguo cementerio de laicos

- Sala IV o de la Corte. Es la sala más grande e importante. Hay una valiosa exposición de elementos arquitectónicos y escultóricos, vidrio y cerámica de Reus y Manises y objetos litúrgicos, algunos milagrosamente intactos (como un porrón de la antigua botica encontrado entre las ruinas de la casa del Maestro de novicios, o el vaso que contenía las reliquias del altar, encontrado en 1965 dentro de un agujero en la parte superior de una columna). Una de las piezas más curiosas es la obra de Pere Oller de 1417, representando dos figuras enlutadas destinadas a la tumba de Fernando de Antequera. Se exhiben también los restos arqueológicos de una villa romana que se encontraba en la Granja Mitjana, antigua posesión del monasterio.Estela funeraria del antiguo cementerio de laicos Pueden verse 12 estelas funerarias procedentes del cementerio de laicos que estaba situado junto al muro sur de la iglesia y que fue destruido al construir la muralla en el siglo XIV. Las estelas son circulares y se colocaban de canto junto a la cabeza del cadáver. Según Eduardo Toda en su obra Reconstrucción de Poblet, 1935, se trata de las esculturas más antiguas del monasterio, labradas entre 1170 y 1375. Fueron utilizadas como relleno para hacer las paredes de la muralla. Esta sala IV y la III se comunican por un estrecho pasillo cuyo espacio se ha aprovechado también para colocar 3 vitrinas con objetos varios.[16]

- Patio. El patio está delimitado por la parte posterior de los lagares, atrio de la iglesia, palacio Real, muralla y torres. Se han colocado en este espacio algunas piezas arquitectónicas procedentes del monasterio.[17]